# Аалупі
Аалупі (ест. Aalupi järv) — озеро в Естонії, що знаходиться в повіті Пилвамаа поблизу села Ребасте.
Має стік в озеро Коорасте. Належить басейну річки Виханду.

## Опис
Озеро Аалупі має округлу форму площею — 0,07 км², довжина і ширина — 310 м, максимальна глибина 15,8 м (1972). Найглибша точка озера знаходиться на захід від центральної частини, друга глибока точка озера на північному сході. Середина озера покрита рослинністю, там глибина води становить менше 1 м. Раніше тут були три острови. Озеро оточене практично повністю лісом. Дно вкрите товстим шаром мулу.
Живиться озеро підземними джерелами та невеликим струмком на південному заході. З озера витікає струмок Алопі. Він живить озеро Коорасте, що знаходиться за 3 км від Аалупі. На струмку побудована бетонна дамба, що здатна підняти рівень в озері на один метр.
Вода дуже сильно розшарована (шар поверхневих вод і шар ґрунтових вод, різниця температур між шарами 21,5 °C, на глибині близько 6 м у воді відсутній кисень). Вода має жовтувато-коричневий колір, а прозорість середовища становить 2,0 м.

## Флора і фауна
Озерна рослинність включає 23 видів. Тут багато водяних лілій. В озері водяться такі види риби: окунь, щука, плітка, краснопірка і короп.